# خوستنه
خوستنّه (به لهستانی:  Hostynne) یک روستا در لهستان است که در گمینا وربکوویتسه واقع شده‌است.